# Григорьевск (Зиминский район)
Григо́рьевск — исчезнувший участок на территории Новолетниковского сельского поселения Зиминского района Иркутской области.

## История
Образован Химлесхозом ниже 26-го участка по реке Игне в 1934 году. Первый мастер участка имел фамилию Григорьев, от чего происходит название населённого пункта. Насчитывалось около 40 домов, функционировала 4-летняя школа, пекарня, магазин и медпункт. В связи с прекращением деятельности Химлесхоза в 1970 году Григорьевск был упразднён.